# Łężyce (województwo pomorskie)

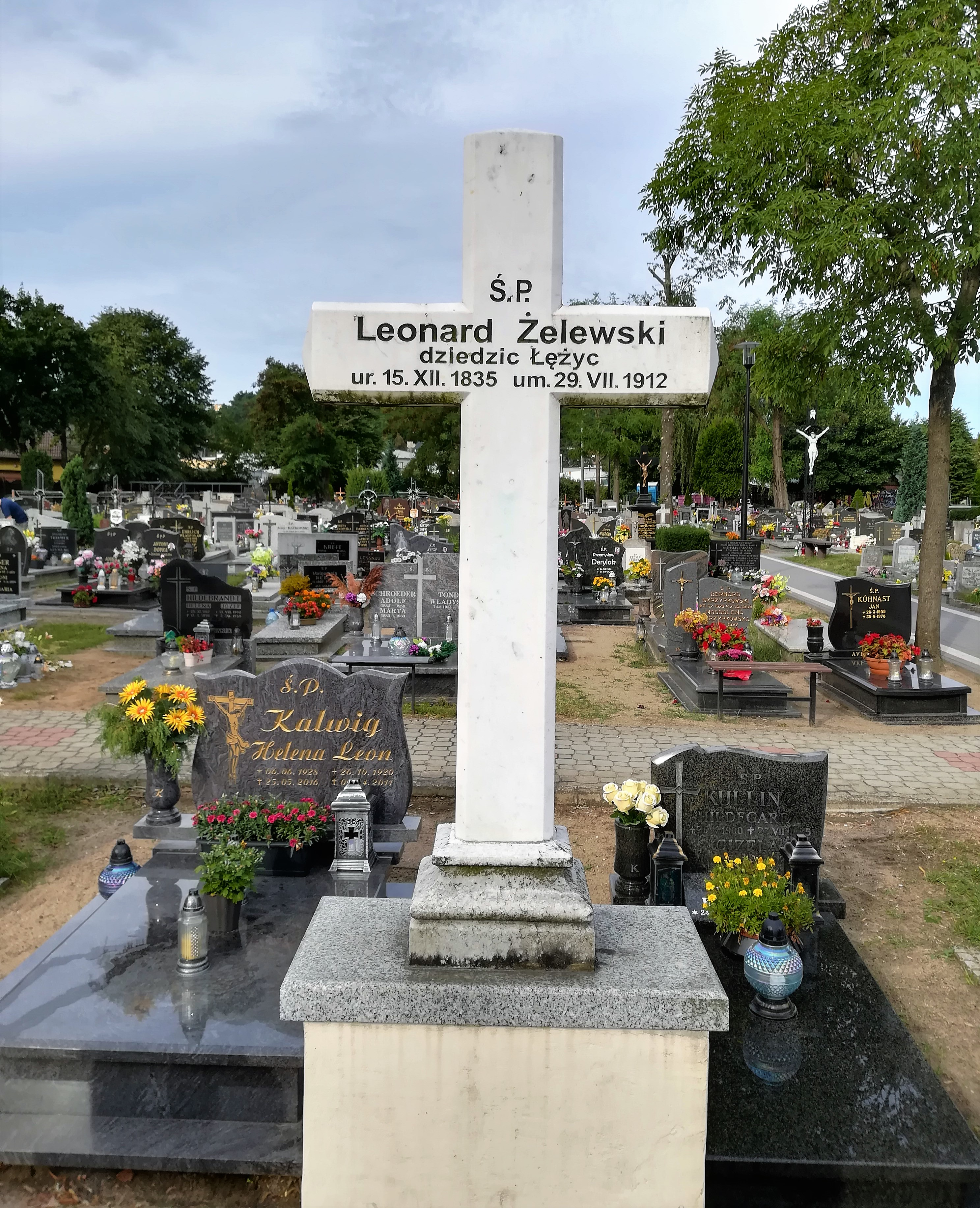
Grób Leonarda Żelewskiego, dziedzica wsi (cmentarz w Redzie)

Łężyce (dodatkowa nazwa w j. kaszub. Łãżëce; niem. Lensitz) – wieś kaszubska w Polsce, położona w województwie pomorskim, w powiecie wejherowskim, w gminie Wejherowo. Leży niedaleko Gdyni.
W latach 1975–1998 miejscowość administracyjnie należała do województwa gdańskiego.
Sołectwo obejmuje : 
- Rogulewo,
- Głodówko,
- wybudowania o zwyczajowych nazwach: Rębiska, Strasznica, Mordarnia, Gwiździołka[6],
- Gacyny,
- Starą Piłę[7].

Wieś królewska w starostwie puckim w powiecie puckim województwa pomorskiego w II połowie XVI wieku.

## Części wsi
| SIMC    | Nazwa    | Rodzaj    |
| ------- | -------- | --------- |
| 0176615 | Głodówko | część wsi |
| 0176621 | Rogulewo | część wsi |

## Z kart historii
Wieś królewska w starostwie puckim w powiecie puckim województwa pomorskiego w II połowie XVI wieku.
Na koniec 1892 r wieś miała 374 mieszkańców, 356 Kaszubów katolików i 18 Niemców ewangelików.
W roku 1913 o krajobrazie ekonomicznym miejscowości stanowili właściciele ziemscy: M. Roschinalski (Marian Roszczynialski), Leo Schulz i Johann Woyke. Kowalem był Adam Diesing a kołodziejem Josef Barganski.
Miejsce intensywnych walk we wrześniu 1939 roku i podczas wyzwalania Gdyni w marcu 1945 roku. Niedaleko jednostki wojskowej znajdują się ruiny stanowiska dalmierza niemieckiej obrony przeciwlotniczej. Ładnie utrzymany cmentarz z pomnikiem żołnierzy polskich (1 Brygada Pancerna im. Bohaterów Westerplatte) i radzieckich. Na cmentarzu w bratnich mogiłach spoczywa 4281 żołnierzy, którzy zginęli w okolicznych miejscowościach: Koleczkowie, Bojanie i in. Osobny pomnik ufundowany przez gminę Wejherowo z krzyżem prawosławnym.
W okolicach wsi, mimo jej położenia w Trójmiejskim Parku Krajobrazowym , znajdowało się przez kilkadziesiąt lat składowisko odpadów komunalnych. Dzięki finansom unijnym oraz działaniu Komunalnego Związku Gmin Doliny Redy i Chylonki w roku 2005 został oddany w tym miejscu do użytku Zakład Utylizacji Odpadów "Eko dolina" (obecnie Eko Dolina sp. z o.o.). Obok zamkniętego składowiska powstały budynki sortowni i kompostowni oraz nowa kwatera składowa odpadów .
Urodzili się tu m.in. Hipolit Roszczynialski (ur. 6 września 1897, zamordowany 11 listopada 1939 w Piaśnicy) oraz jego brat Edmund (ur. 30 października 1888, zamordowany 11 lub 12 listopada 1939 w Cewicach koło Lęborka).

## Ludność
Ludność miejscowości w latach:
- 1907 - 531 mieszkańców
- 1970 - 310 mieszkańców
- 2002 - 356 mieszkańców
- 2006 - 407 mieszkańców
- 2012 - 502 mieszkańców
- 2014 - 529 mieszkańców
- 2021 - 643 mieszkańców[11]